# Kindahöna
Kindahöna är en välkänd höna bland den äldre befolkningen i Sverige. Många minns denna lilla svarta höna med håriga ben och en lustig kam från sin barndom. Den formades under fattiga förhållanden på torpen i Kindabygden i Östergötland. Det betydde att denna höna fick leta efter mat själv och klara sig utan kontinuerlig utfodring av torparen. När Sverige blev rikare och de små torpen försvann ville man ha höns som värpte mer eller gav mer kött, vilket krävde foder. Detta gjorde att kindahönan i stort sett försvann. På 1950-talet fick en man vid namn Hans Ottosson i Västra Harg några livdjur från en flock i Västra Eneby socken. Det är dessa som utgör grunden för dagens genbank. Svenska Lanthönsklubben startade detta arbete redan 1986. 2001 fick rasen status som lantras av Jordbruksverket. Före 2001 fanns inga statliga direktiv angående lantraser och deras bevarande i Sverige.
Fjäderfärgen domineras av svart samt vildteckning med inslag av andra färger i hals och sadel. 
En höna väger cirka 1,5 kg, en tupp cirka 2 kg och ett ägg cirka 50 gram.

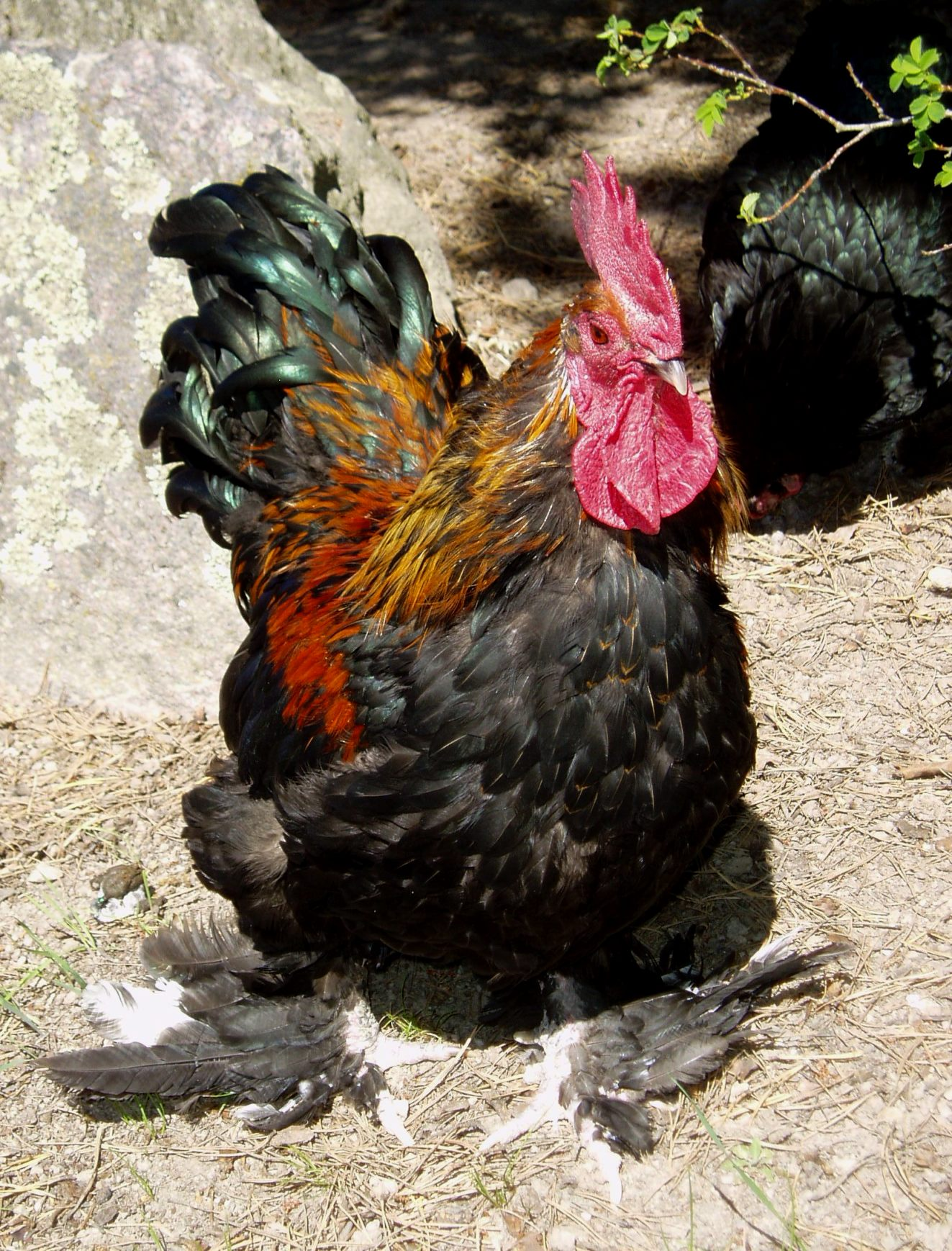
Tupp
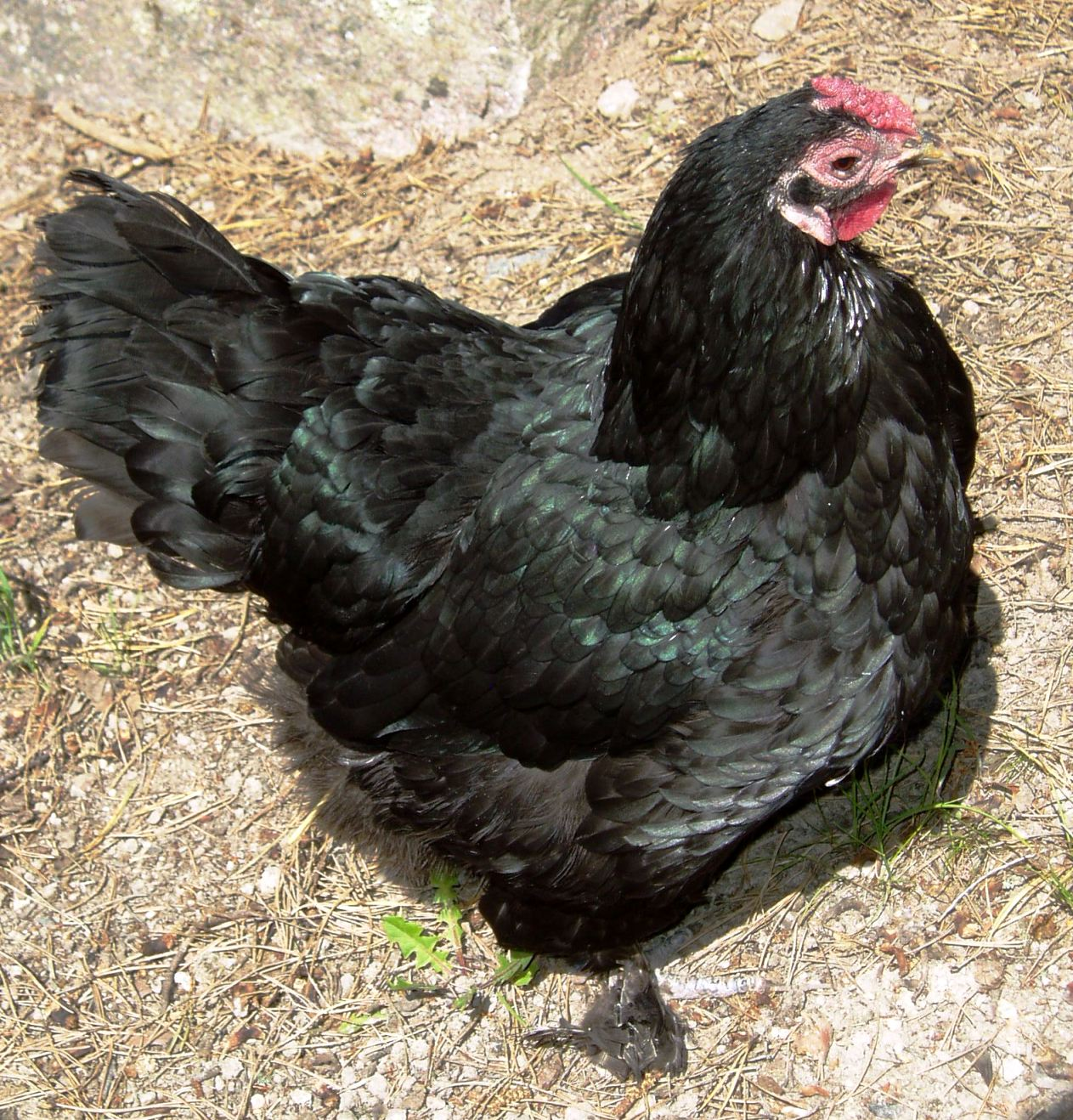
Höna